# ائرو ای.۳۲
ائرو ای. ۳۲ (به انگلیسی: Aero A.32) یک هواپیمای ساختِ آئرو ودوخودی است. نخستین استفاده‌کنندهٔ این هواپیما نیروی هوایی چکسلواکی بوده‌است. این هواپیما در ۱۹۲۷ میلادی نخستین پرواز خود را انجام داد.

## نگارخانه

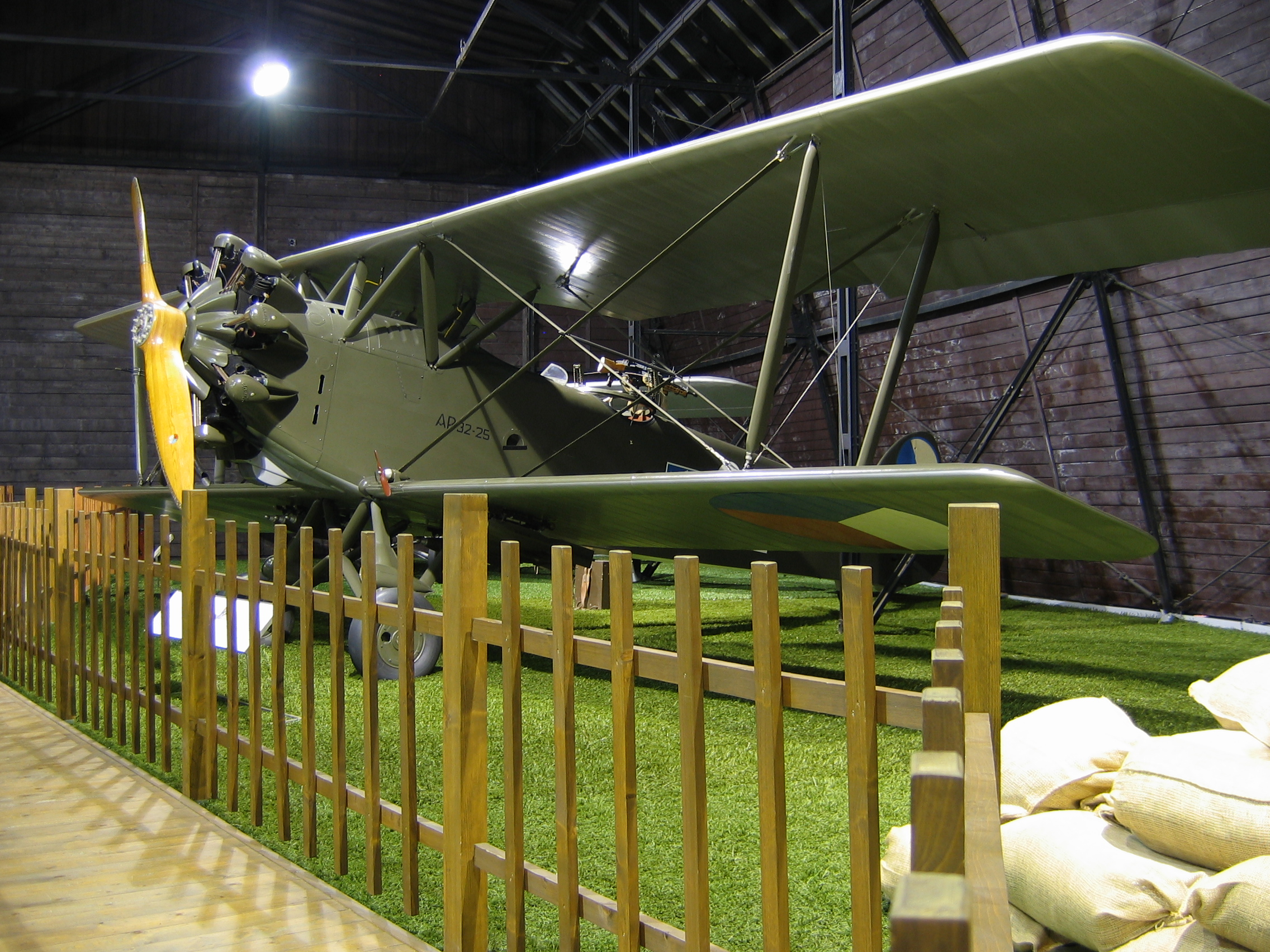
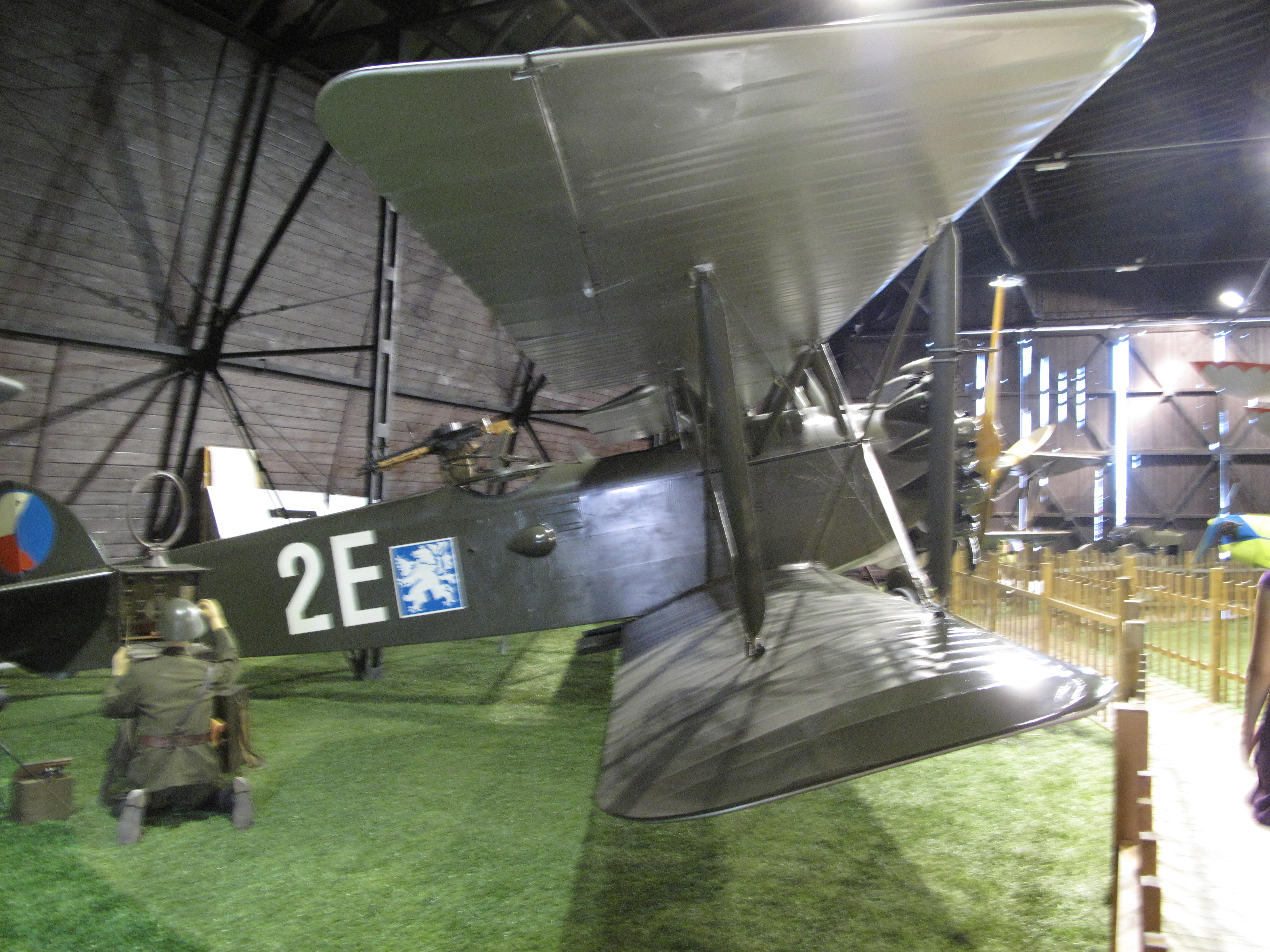
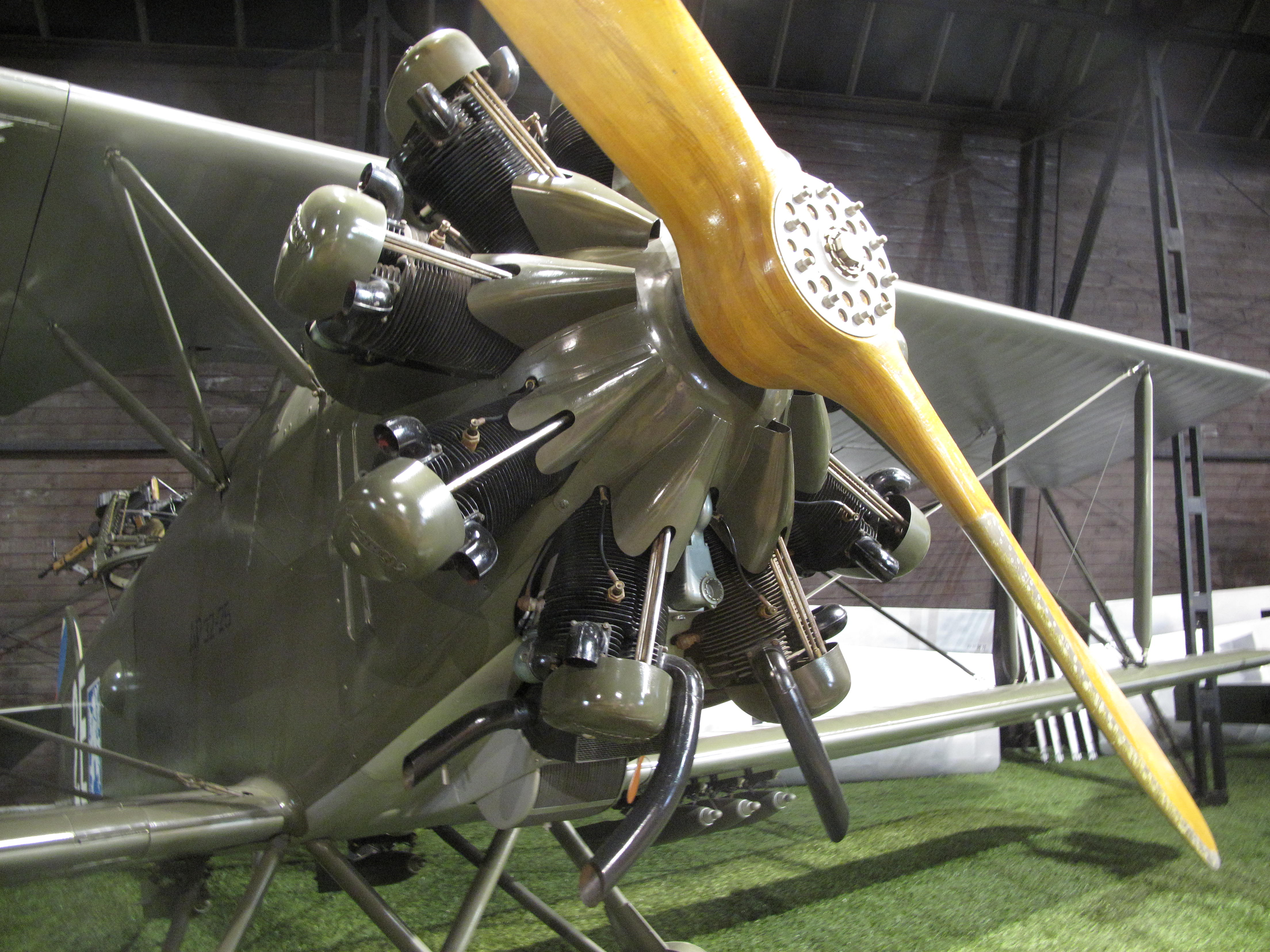